# Karimataöarna
Karimataöarna (indonesiska: Kepulauan Karimata) är öar i Indonesien.   De ligger i provinsen Kalimantan Barat, i den västra delen av landet, 600 km norr om huvudstaden Jakarta.